# Мещеряков, Пётр Алексеевич
Пётр Алексеевич Мещеряков (рус. дореф. Петръ Алексѣевичъ Мещеряковъ; 1830—1876, Санкт-Петербург, Российская империя) — русский гравёр и художник, член Медальерной палаты Санкт-Петербургского Монетного двора.
Окончил горно-техническую школу в 1857 году, однако в реестр членов Медальерной палаты Санкт-Петербургского Монетного двора был зачислен уже 1854 году. В архивных документах значится с 1853 по 1875 год. Известно около полутора десятка медалей, выполненных Мещеряковым. Среди них, в частности, представлены медаль на открытие памятника Екатерине Великой (1873 год), а также медаль в память 100-летия Пушечного завода в Петрозаводске (1874 год) и наградная медаль «За покорение Кавказа». Мещерякову также принадлежит одна из первых гравюр с изображением философа Григория Сковороды.